# La porta sul buio
La porta sul buio è una miniserie televisiva antologica, formata da quattro episodi di circa un'ora, curati e prodotti da Dario Argento e trasmessi dalla Rai per quattro settimane nel settembre 1973 sul Programma Nazionale (l'odierna Rai 1).
Ogni episodio viene presentato da Dario Argento, che firmò la regia del secondo episodio con lo pseudonimo Sirio Bernadotte e subentrò a Roberto Pariante nella regia del quarto.